# Vulcanella tricornis
Vulcanella tricornis är en svampdjursart som först beskrevs av Wilson 1904.  Vulcanella tricornis ingår i släktet Vulcanella och familjen Pachastrellidae. Inga underarter finns listade i Catalogue of Life.